# Oberalster VfW
| Oberalster VfW e. V.  | Oberalster VfW e. V.                         | Oberalster VfW e. V.                         |
| Vereinsdaten          | Vereinsdaten                                 | Vereinsdaten                                 |
| --------------------- | -------------------------------------------- | -------------------------------------------- |
| Gründung              | 26. Juni 1912                                | 26. Juni 1912                                |
| Adresse/ Kontakt      | Wellingsbüttler Landstraße 43a 22337 Hamburg | Wellingsbüttler Landstraße 43a 22337 Hamburg |
| Vereinsfarben         | Blau-Gelb                                    | Blau-Gelb                                    |
| Tischtennis-Abteilung |                                              |                                              |
| Spielklasse 1. Herren | Regionalliga Nord                            | Regionalliga Nord                            |
| Spielstätte           | Hermann-Ruge-Weg, Hamburg-Hummelsbüttel      | Hermann-Ruge-Weg, Hamburg-Hummelsbüttel      |
| Vereinserfolge        | viele Jahre Zweite Bundesliga                | viele Jahre Zweite Bundesliga                |
| Spielklasse 1. Damen  | Hamburg-Liga                                 | Hamburg-Liga                                 |
| Spielstätte           | Hermann-Ruge-Weg, Hamburg-Hummelsbüttel      | Hermann-Ruge-Weg, Hamburg-Hummelsbüttel      |
| Vereinserfolge        | Tischtennis-Bundesliga 1973–1976             | Tischtennis-Bundesliga 1973–1976             |
| Internet              |                                              |                                              |
| Homepage              | www.oberalstervfw.de                         | www.oberalstervfw.de                         |

Der Oberalster Verein für Wassersport ist ein Mehrspartensportverein aus Hamburg-Fuhlsbüttel. Der Verein wurde am 26. Juni 1912 zunächst als reiner Kanusportverein gegründet. Neben den Kanuten errangen vor allem die Handballer und die Tischtennisspieler sportliche Erfolge. Größte Vereinserfolge waren der Halbfinaleinzug im Feldhandball 1936 und 1937 sowie die drei Jahre von 1973 bis 1976, in denen die Damen-Mannschaft in der Tischtennis-Bundesliga spielte. Hinzu kommen Spitzenplatzierungen einzelner Kanusportler und Tischtennisspieler auf deutscher und norddeutscher Ebene.

## Geschichte
Die Oberalster nördlich der Fuhlsbütteler Schleuse war seit jeher ein beliebtes Ausflugsziel der Hamburger. Seit Beginn des 20. Jahrhunderts wurde sie auch für den neu aufkommenden Kanusport genutzt. Wettkämpfe waren jedoch zunächst weitgehend unbekannt. Es gab nur wenige Vereine, die den neuen Sport betrieben. Am 26. Juni 1912 gründeten einige Kanuten, die nicht nur an Wanderfahrten, sondern auch am sportlichen Wettstreit interessiert waren, den Oberalster VfW. Noch im selben Jahr wurde – gemeinsam mit dem Canoe Club Alsterbrüder – eine Langstreckenwettfahrt von Fuhlsbüttel nach Rodenbek durchgeführt. Der Verein, der zunächst zwei Bootshäuser (in Fuhlsbüttel und an der Mellingburg) unterhielt, zählte am 15. März 1914 zu den Gründungsmitgliedern des Deutschen Kanu-Verbandes (DKV), zu dessen mitgliederstärksten Vereinen er damals gehörte. 1921 errichtete der VfW in Fuhlsbüttel an der Alster das erste Bootshaus. Es brannte im August 1930 ab. Nach nur sieben Monaten wurde der heutige Bau, der in den 1950er Jahren erweitert wurde, eingeweiht. In den 1920er Jahren wurde zunächst eine Handball- und später auch eine Tischtennis-Abteilung gegründet. 1959 kam eine Fechtabteilung dazu. Neben diesen Sparten bestehen heute auch Abteilungen für Fußball, Gymnastik, Triathlon und ein Leichtathletik und Lauftreff.

## Wassersport
Die Kanuten waren die Gründer des Vereins. Sie erzielten – ehe an andere Sportarten gedacht wurde – auch die ersten Titel auf lokaler Ebene. Auch nationale Erfolge stellten sich bald ein: Im Einerkanadier gewannen von 1926 bis 1928 mit Joseph Thalhammer und Franz Eilken Fahrer des Oberalster VfW den deutschen Meistertitel, hinzu kamen 1926 die Titel in der Deutschen Kampfspielmeisterschaft und der Deutschen Langstreckenmeisterschaft. Ein Grund für diese Erfolge lag darin, dass der Verein als erster Klub im DKV eine spezielle Jugendabteilung mit leistungsorientiertem Training bildete. Noch in den 1920er Jahren war sie die größte Jugendabteilung eines deutschen Kanuvereins. Nach dem Zweiten Weltkrieg errangen insbesondere die Jugendlichen Titel. Die weibliche Jugend erhielt 1954 den deutschen Meistertitel im Kajak-Vierer; 1958 wurde Helga Petersen Deutsche Meisterin im Kajak-Einer der weiblichen Jugend.

## Handball
Nachdem der Handballsport zunächst als Ausgleichssport der Kanuten betrieben worden war, entschied sich der Verein 1927, an den Wettkämpfen der Deutschen Sportbehörde für Leichtathletik teilzunehmen. Bereits nach wenigen Jahren erreichten die Athleten die höchste Hamburger Spielklasse, die Oberliga. Als der Deutsche Reichsbund für Leibesübungen 1934 in allen Mannschaftssportarten die Einrichtung von Gauligen anordnete, qualifizierte sich Oberalster als einer von drei Hamburger Vereinen neben der SV Polizei Hamburg und dem SV St. Georg von 1895 für die Handball-Gauliga Nordmark, in der Mannschaften aus Hamburg, Mecklenburg und Schleswig-Holstein antraten. Bereits im ersten Jahr kamen die Handballer auf den dritten Platz. 1936 wurde Oberalster Nordmarkmeister und qualifizierte sich dadurch für die Deutsche Feldhandball-Meisterschaft 1935/36. Dort erreichte der Verein das Halbfinale, welches mit 10:14 gegen den MTSA Leipzig verloren ging. 1937 wurde der Verein erneut Gaumeister, dieses Mal vor dem Turnverein Hassee-Winterbek, und qualifizierte sich so für die Deutsche Feldhandball-Meisterschaft 1936/37. Wieder erreichte Oberalster das Halbfinale, doch erneut unterlag man dem späteren Meister MTSA Leipzig.
Mit Hans Theilig, Willy Bandholz und Hermann Hansen stellte Oberalster drei Spieler der deutschen Nationalmannschaft, die bei den Olympischen Sommerspielen in Berlin 1936 die Goldmedaille im Feldhandball gewann. Mit Hans Theilig und Gerd Schauer waren zwei Oberalster-Spieler auch am Gewinn der Handball-Weltmeisterschaft der Männer 1938 beteiligt. Weitere Nationalspieler des Klubs in den 1930er Jahren waren Otto Reich und Heini Wendland.
Nach dem Zweiten Weltkrieg etablierte sich die erste Herren-Mannschaft zunächst wieder in der Hamburger Oberliga, aus der sie 1959 abstieg. Derzeit spielt der Verein in einer Spielgemeinschaft mit dem Farmsener TV in unterklassigen Hamburger Ligen mit je zwei Damen- und Herren-Mannschaften.

## Tischtennis
Die Tischtennis-Abteilung wurde am 10. Oktober 1929 gegründet. Sie diente zunächst vor allem der Winterbeschäftigung der Wassersportler. Erst nach Neugründung der Abteilung im Februar 1946 begann der sportliche Aufschwung, der dann aber umso nachhaltiger war. Bereits 1949 stieg die erste Damen-Mannschaft in die Stadtliga Hamburg auf. Da es noch keine Oberliga gab, war Oberalster damit erstklassig. Das Bootshaus, in dem bisher gespielt worden war, erwies sich nun für den Leistungssport als ungeeignet. Daher wurden die Spiele fortan in der Kantine des Flughafens Hamburg und später im Gymnasium Alstertal am Erdkampsweg ausgetragen. Mitte der 1960er Jahre zog die Abteilung in die Sporthallen des neu erbauten Albert-Schweitzer-Gymnasiums am Struckholt, ganz in der Nähe des Bootshauses. Seit 1978 wird zusätzlich die Sporthalle Hermann-Ruge-Weg in Hummelsbüttel genutzt.
1961 wurde die erste Damen-Mannschaft erstmals Meister der Stadtliga. In der Aufstiegsrunde zur 1959 eingeführten Oberliga Nord scheiterten die Wassersportlerinnen noch. Zwei Jahre später gelang Anneliese Bischoff, Ursula Kareseit, Lotti Pöhlsen, Renate Odefey, Christa Ebeling und Ilse Laude der Sprung in die norddeutsche Eliteklasse. Nach dem sofortigen Abstieg stiegen die Damen 1965 und 1967 direkt wieder auf, 1966 und 1968 ab; 1969 scheiterte die Damen-Mannschaft in der Aufstiegsrunde. Dafür schafften die Herren erstmals den Sprung in die Stadtliga. Dort wurden sie sofort Meister – wie auch zum wiederholten Male die Damen. Während die Damen diesmal in die Oberliga aufstiegen und seitdem ununterbrochen überregional spielen, scheiterte die Herren-Mannschaft knapp als Dritter der Aufstiegsrunde.
Nachdem es schon seit 1966 eine Tischtennis-Bundesliga der Herren gab, wurde zur Saison 1972/73 auch für die Damen eine Bundesliga eingeführt. Als Tabellenfünfter der Oberliga Nord verpasste Oberalster die Qualifikation für die Nord/West-Staffel um einen Platz. Nachdem im Sommer 1972 mit Ev-Kathleen Zemke die vielfache Hamburger Meisterin im Damen-Einzel vom Lokalrivalen TTC Rot-Weiß Hamburg an den Struckholt wechselte, war das Ziel klar: Man wollte nun erst recht in die Bundesliga. Die Mannschaft mit Zemke sowie Waltraut Sander, Doris Hilbert, Christa Hinz und Gitta Bröhan wurde 1973 ohne Niederlage Nordmeister und schaffte den angepeilten Aufstieg. Da zudem die erste Herren-Mannschaft in die Oberliga aufstieg, hatte sich Oberalster als der bestimmende Verein auf Hamburger Ebene etabliert, eine Stellung, die der Verein gut zehn Jahre hielt. In der Damen-Bundesliga ging Oberalster mit Ev-Kathleen Zemke, Waltraut Sander und der erst 16-jährigen Helga Bultze an den Start. Obwohl das Team in seiner Debütsaison nur Vorletzter wurde, hielt es die Klasse, weil der TTC Ramsharde aus Flensburg seine Mannschaft zurückzog. Im Sommer 1974 wechselte Helga Bultze, die in der abgelaufenen Saison kein Spiel gewonnen hatte, zum Bundesligaaufsteiger und Lokalkonkurrenten Bramfelder TTV. Sie wurde durch Maja Willhöft ersetzt. Mit der Erfahrung eines Bundesligajahres im Rücken wurden die Leistungen stabiler. Platz sechs berechtigte im Sommer 1975 zur Teilnahme an den Qualifikationsturnieren für die neue eingleisige Damen-Bundesliga.
Während zunächst die Fünften und Sechsten der beiden Bundesliga-Staffeln in einer Gruppe und die vier Oberliga-Meister in einer anderen Gruppe antraten, spielten die jeweiligen Gruppensieger und -zweiten anschließend in einer weiteren Gruppe die beiden freien Bundesligaplätze aus. In der Ausscheidungsrunde der Bundesligisten verlor Oberalster zunächst mit 4:6 gegen Olympia Bonn – in den vorherigen Bundesligaspielen hatte man die Hauptstädterinnen noch besiegt. Sah es so zunächst schlecht aus, folgten dann zwei Siege gegen den ATSV Saarbrücken und den MTV München 1879, so dass am Ende sogar der Gruppensieg vor den punktgleichen Münchnerinnen erreicht wurde. Bonn – ebenfalls 4:2 Punkte – war aufgrund des schlechteren Spielverhältnisses ausgeschieden. In der anschließenden Qualifikationsrunde gegen die besten Oberliga-Meister schien es zunächst ebenfalls einen Fehlstart zu geben, doch nach einem 0:4-Rückstand führte eine furiose Aufholjagd zu einem 5:5-Unentschieden gegen Nordmeister Holstein Quickborn. Gegen den großen Favoriten Post SV Düsseldorf mit Ex-Weltmeisterin Diane Schöler unterlag die Mannschaft wie erwartet mit 3:6. Das letzte Spiel gegen die Münchnerinnen bedeutete die Entscheidung – wie in der Ausscheidungsrunde siegte der VfW mit 6:3. Für die nächste Bundesliga-Saison verstärkten sich die Oberalster-Damen mit Jana Veckova, die vom VfL Osnabrück an die Alster wechselte, und Almuth Schoon vom Niendorfer TSV. Die Konkurrenz war jedoch zu stark. Mit 6:30 Punkten wurden Zemke, Veckova, Schoon und Sander Tabellenletzte und stiegen gemeinsam mit dem TTC Olympia Koblenz in die Oberliga ab.
Damit war das Thema Erstklassigkeit bei Oberalster beendet. Später spielten die Oberalsteraner bei Damen wie Herren noch einige Jahre in der 1981 eingeführten Zweiten Bundesliga Nord, zuletzt die erste Herren-Mannschaft 2004/05 in der Aufstellung Hazinski-Oltmann-Weber-Kleffel-Christophersen-Pech. In der Saison 2022/23 spielt die erste (von sieben) Herren-Mannschaft in der Regionalliga Nord. Die erste (von drei) Damen-Mannschaft spielt in der Hamburg-Liga. Zudem verfügt der Verein über eine U19-Jungenmannschaft.
Neben diversen Titeln auf norddeutscher und Hamburger Ebene – besonders erwähnenswert das Jahr 1975, als Oberalster 29 von 32 Medaillen bei den Hamburger Meisterschaften der Damen und Herren errang – ragen die Erfolge von Ev-Kathleen Zemke bei deutschen Meisterschaften heraus. 1973 holte sie mit Ingrid Bahnert vom Kieler TTK Grün-Weiß den Vizemeistertitel im Damen-Doppel. Ein Jahr später wurde sie mit Ingrid Bahnert Dritte im Damen-Doppel und erhielt Bronze im Damen-Einzel. Frank Scharlau kam 1975 auf den dritten Platz im Einzel bei den deutschen Jugendmeisterschaften.
Große überregionale Erfolge erzielte Oberalster vor allem in den Seniorenklassen. Neben diversen Titeln im Einzel, Doppel und Mixed auf norddeutscher und deutscher Ebene gelang es Oberalsters Damen zwischen 1985 und 1992 sechs Mal, den deutschen Mannschaftsmeistertitel in das Bootshaus am Struckholt zu holen. 2012 wurden die Herren-Ü-60 der Wassersportler deutscher Mannschaftsmeister. Der international erfolgreichste Sportler von Oberalster war hingegen ein junger Mann: Der beinamputierte Volker Johansson belegte bei den Sommer-Paralympics 1988 in Seoul in seiner Behinderungsklasse Platz fünf im Herren-Einzel.

## Fußball
Die 1929 erstmals ins Leben gerufene Fußballsparte löste sich nach nur einem Jahr wieder auf. Erst 1986 gelang eine dauerhafte Neugründung. Die 1. Mannschaft spielt in der Saison 2012/13 in der Hamburger Kreisklasse Staffel 2.
Größte Erfolge:
- Meister in der Kreisklasse: 1989/90, 2007/08
- Vizemeister in der Kreisliga und Aufstieg in die Bezirksliga: 1998/99